# .303 British
La .303 British è una cartuccia con collarino flangiato progettata nel 1888 nel Regno Unito inizialmente per essere caricata a polvere nera, successivamente con cordite e infine con polvere infume. Nasce con pallottola Round-Nose da 215 grani, cambiata nel 1910, con il modello Mk VII, con un proiettile "spitzer" da 174 grani.
Utilizzata quale munizione d'ordinanza nei fucili Lee-Metford e Lee-Enfield, più in varie mitragliatrici come le Vickers e Lewis; fu poi sostituita dalla 7,62 × 51 mm NATO nel 1950.
Dalla prima guerra mondiale fino alla seconda fu, infatti, un calibro molto diffuso nelle mitragliatrici in uso da parte degli apparecchi italiani, venne poi impiegato saltuariamente dal Regio Esercito (soprattutto, ma non solo, dal servizio aeronautico durante il primo conflitto mondiale) e dalla Regia Marina.
Il nome nella bibliografia italiana è 7,7 × 56 mm R.

## Versione giapponese
L'Impero giapponese produsse alcune armi che erano copie delle mitragliatrici Lewis e Vickers inglesi, camerate nella cartuccia 7,7 × 56 mm rimmed Type 87, la quale era una copia della .303 British, e queste due munizioni erano intercambiabili. La 7,7 × 56 mm rimmed Type 87 era nettamente diversa dalle 7,7 × 58 mm Arisaka Type 99 senza collarino e 7,7 × 58 mm Type 92 con semicollarino usate in altre armi.